# Ferdinand de Gramont
Ne doit pas être confondu avec Ferdinand de Grammont.
Pour les articles homonymes, voir Gramont et Grammont.
Ferdinand de Gramont, né fin décembre 1811, baptisé le 5 janvier 1812 à Saint-Martin sur l'île de Jersey et mort le 24 décembre 1897 à Paris, est un homme de lettres français.

## Biographie
Baptisé en 1812, comme le confirment les mentions de son âge sur l'acte de naissance de son fils et sur son acte de décès, Ferdinand-Léopold de Grammont (avec deux « m ») est le fils de Suzanne Gaudin et de Léopold-Ferdinand de Grammont, alors exilé à Jersey en tant qu'officier royaliste.
Entré à l'Ecole royale militaire de La Flèche en 1823, Ferdinand de Grammont est admis en 1828 à Saint-Cyr, dont il sort au moment de la révolution de juillet 1830. Légitimiste, il refuse de servir la Monarchie de Juillet. Il renonce ainsi à une carrière militaire afin de se consacrer à la littérature.

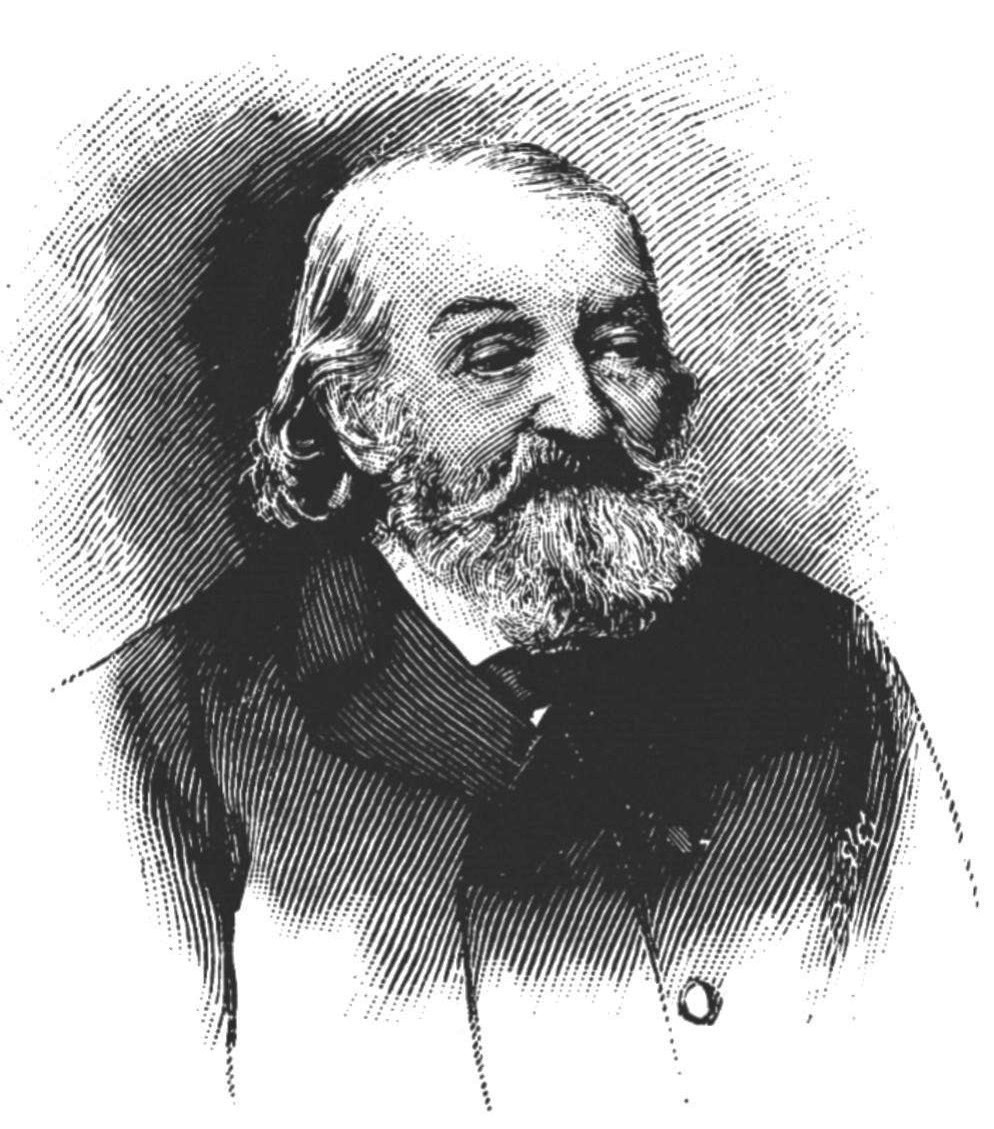
F. de Gramont à 75 ans.

C'est en tant que « comte Ferdinand de Gramont » (avec un seul « m ») qu'il se fait connaître avec un premier volume de sonnets en 1840. Deux ans plus tard, il publie une traduction en prose des poésies de Pétrarque. Admirateur de ce dernier et de Dante, Ferdinand de Gramont a contribué à la redécouverte de la sextine, à tel point que Théophile Gautier a pu écrire : « M. de Gramont est le seul poète français qui ait pu réussir la Sextine, ce tour de force qu'on croirait impossible dans notre langue ».
Très lié à Auguste de Belloy et à Honoré de Balzac, dont il a été le secrétaire, Gramont collabore aux œuvres du célèbre romancier, notamment en inventant en 1839 l'armorial des personnages nobles de la Comédie humaine (dessiné ensuite par la comtesse Ida de Bocarmé). Il serait également le véritable auteur du roman Dom Gigadas (1839), publié parmi les œuvres d'« Horace de Saint-Aubin » (pseudonyme de Balzac), ainsi que le rédacteur des notices signées « Balzac » et consacrées à cinq rois de France (de Louis XIII à Louis XVIII) dans le Dictionnaire de la conversation et de la lecture (t. XXXV, Paris, Belin-Mandar, 1837).
Sous le Second Empire, Gramont écrit des ouvrages pour enfants. En 1864, l'éditeur Pierre-Jules Hetzel lui confie ainsi le poste de secrétaire de rédaction du Magasin d'éducation et de récréation, pour lequel Gramont rédige des contes.
Marié à Marie-Cécile Cornemuse (1829-1891), fille du général Cornemuse, Ferdinand de Gramont est le père de Louis de Gramont (1854-1912), critique dramatique et dramaturge.
Âgé de 85 ans, Ferdinand de Gramont meurt le 24 décembre 1897 à son domicile du no 104 de la rue d'Assas. Ses obsèques ont lieu le surlendemain en l'église Notre-Dame-des-Champs. Il est inhumé au cimetière du Montparnasse.

## Œuvres
- Sonnets, Paris, 1840.
- Poésies de Pétrarque : sonnets, canzones, triomphes, Paris, Masgana, 1842.
- Le Livre de Job, traduit en vers (suivi du Livre de Ruth, traduit en vers par le marquis Auguste de Belloy, Paris, Waille, 1843.
- Chant du passé (1830-1848), Paris, Giraud, 1854.
- La Fille du garde, Bruxelles, Lebègue, 1856.
- Euphrosine. Les Petits souliers. La Fiancée d'O' Donohé, Bruxelles, Office de publicité, 1857.
- Comment on se marie, Paris, Michel-Lévy frères, 1858.
- Comment on vient et comment on s'en va, Paris, Michel-Lévy frères, 1858.
- Mademoiselle de Riville, suivi de : Les Pêcheurs de Meudon et Un philosophe inconnu, Bruxelles, Hetzel, 1858.
- Les Mémoires de Frontin, suivi de : Trop tard, Leipzig, Dürr, 1859.
- La Sœur aînée, suivi de : l'Âme des statues, Bruxelles, Méline, Cans et Cie, 1859.
- Les Gentilshommes riches, Paris, Hachette, 1860.
- Le Partage, Bruxelles, Méline, Cans et Cie, 1860.
- Les Bébés (vignettes par Oscar Pletsch), Paris, Hetzel, 1861.
- Les Bons petits enfants, Paris, Hetzel, 1862.
- (Avec Jean Macé et Lorenz Frølich) L'arithmétique de Mademoiselle Lili : à l'usage de M. Toto pour servir de préparation à l'arithmétique du grand-papa, Paris, Hetzel, 1867 [lire en ligne].
- Sextines, précédées de l'histoire de la Sextine dans les langues dérivées du latin, Paris, Lemerre, 1872.
- Les Vers français et leur prosodie, Paris, Hetzel, 1876.
- Olim : sextines et sonnets, Paris, Ollendorff, 1882.
- Les Vers de ma bibliothèque, Paris, Gauthier-Villars et fils, 1894.